# Шкемлєвець
Шкемлєвець (словен. Škemljevec) — поселення в общині Метлика, регіон Південно-Східна Словенія, Словенія.